# سوینتون اسکات
سوینتون اسکات (انگلیسی: Swinton O. Scott III؛ زادهٔ ۱ ژانویهٔ ۱۹۰۱) کارگردان پویانمایی و پویانما اهل ایالات متحده آمریکا است. وی همچنین برندهٔ جوایزی همچون جوایز امی ساعات پربیننده شده‌است.